# Mike Gartner
Michael Alfred Gartner (Ottawa, 1959. október 29. –)  kanadai professzionális jégkorong-játékos, aki jobb szélsőként 19 szezonon keresztül szerepelt a National Hockey League-ben a Washington Capitals, a Minnesota North Stars, a New York Rangers, a Toronto Maple Leafs és a Phoenix Coyotes csapatokkal.
Feleségével, Colleennal együtt három gyermekük van: Joshua, Dylan és Natalie. Az ontariói Shanty Bay-ben élnek.
Keresztény vallású.